# Johann Wilhelm Ganglberger

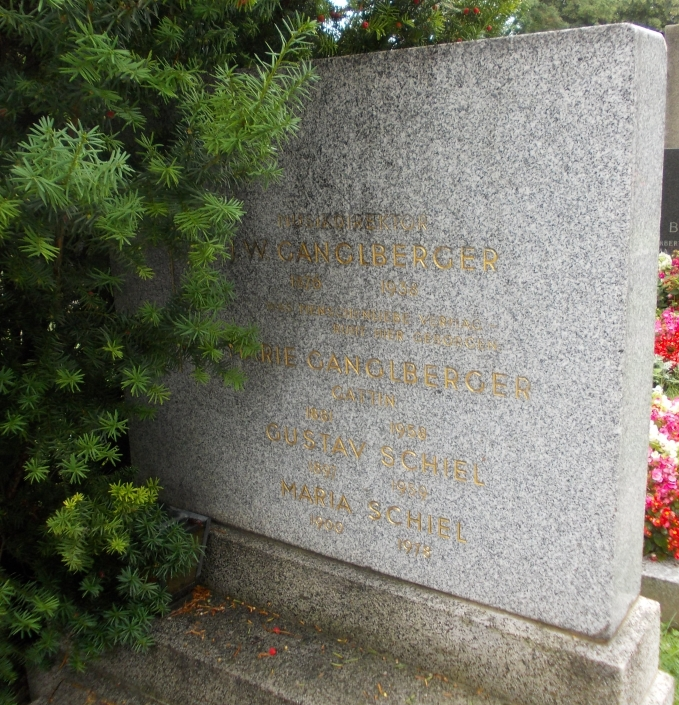
Grabstätte von Johann Wilhelm Ganglberger

Johann Wilhelm Ganglberger (* 20. Mai 1876 in Pressbaum; † 20. Jänner 1938 in Wien) war ein österreichischer Geiger, Komponist und Musikdirektor.

## Leben
Er studierte Harmonielehre und Kontrapunkt bei Richard Heuberger, hatte dann bei der Musikschule Kaiser Unterricht in Violine und Klavier, bevor er Primgeiger bei der Militärmusik in Wien wurde. Von 1896 bis 1899 ein Studium am Konservatorium der Gesellschaft der Musikfreunde (Klarinette bei Franz Bartolomey und Harmonielehre bei Franz Krenn). In Finnland, Russland und Deutschland Kapellmeister, ab 1901 Dirigent bei Carl Michael Ziehrer und erster Geiger und Orchesterdirektor bei E. Kaiser, hatte ab 1903 ein eigenes Konzertorchester, welches er bei Ausstellungen, Konzerten, Bällen und auch auf Tourneen (in Amerika 1908) dirigierte. Ab 1912 Konzert- und Musikdirektor des Wiener Rathauses und ab 1925 bei der RAVAG in Wien engagiert. Seine Musikstücke "Gute Nacht, mein Wien", "Wilde Rosen" und das Solostück für Fagott "Mein Teddybär" wurde als erster Radiohit berühmt.
Seine Tochter Marianne war Pianistin und Musiklehrerin und sein Neffe Franz Pionier der Hawaii-Gitarre in Österreich.
Seine letzte Ruhe fand er in einem Ehrengrab der Stadt Wien auf dem Wiener Zentralfriedhof (Gr. 33A, R. 1, Nr. 17).